# Aeshma

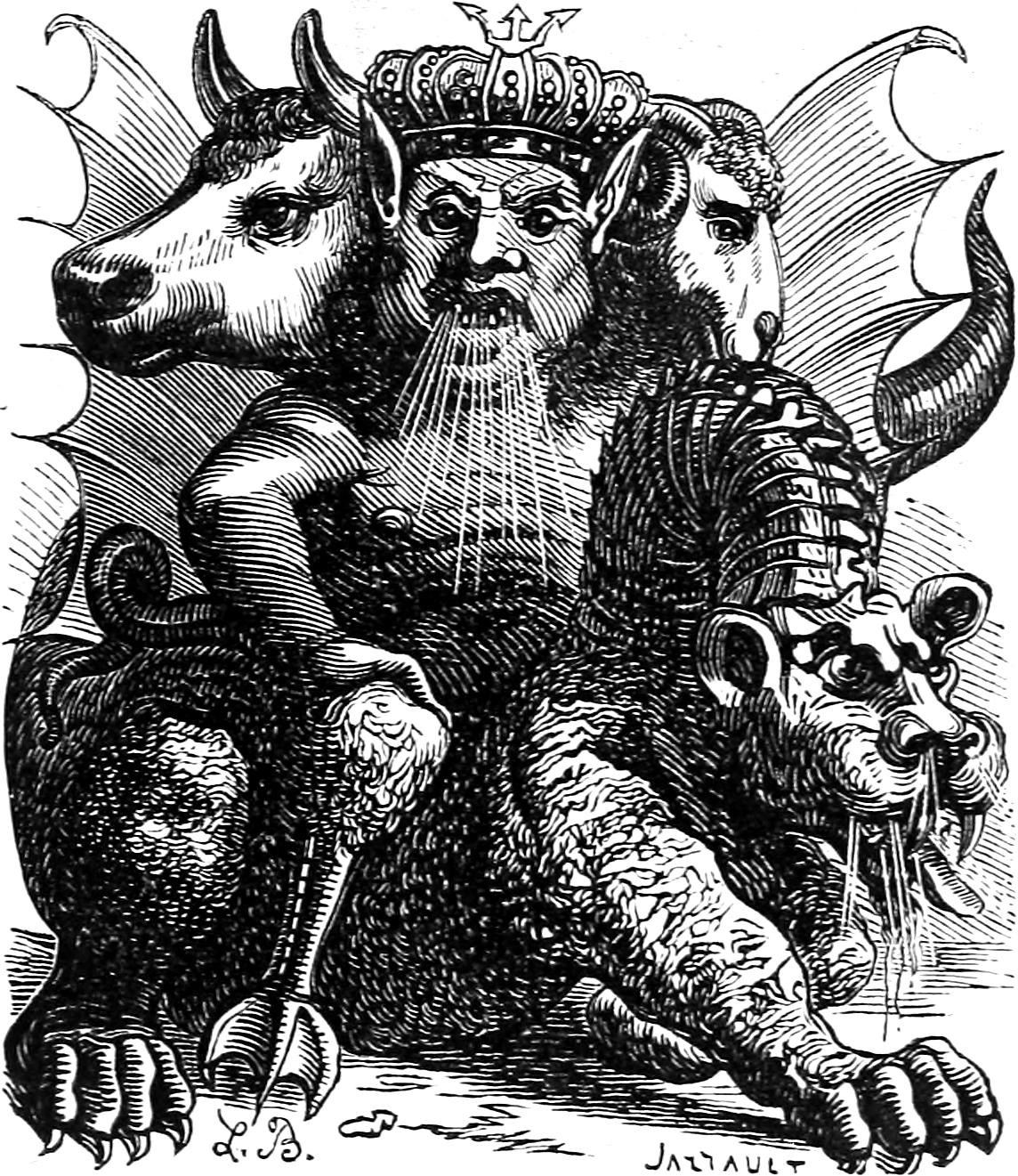
Eine Darstellung des in der jüdischen Mythologie bekannten „Asmodäus“, einer verbalen Rezeption des Aeshma-Daeva.

Aeshma (avestisch: „Raserei“) ist ein Dämon aus dem Buch Avesta. In der zoroastrischen Tradition erscheint er in der mittelpersischen Form Ešm oder Xešm, im „Buch der Könige“ Schāhnāme der iranischen Mythologie in der neupersischen Entwicklung Xašm.
Aeshma wird oft irrtümlicherweise mit Asmodis gleichgesetzt, Letzteres ist jedoch eine eigenständige Figur des Judentums und damit auch in der christlichen Tradition. Der Name Asmodis leitet sich jedoch wahrscheinlich von dem avestischen Aeshma-Daeva ab.
Aeshma ist ein sogenannter Daeva, eine Bezeichnung für unheilbringende Geister und Dämonen, die Begierde und Zorn über die Menschen bringen. Aeshma gilt als Personifikation von Gier, Mord, Rausch und Zorn und ist der Feind der Rinder.
Er wurde vielfach als einer der sieben Erzdämonen des Zoroastrismus gesehen, mehrfach wird er aber auch als kleiner, haariger Dämon geschildert, der die Menschen zu Grausamkeiten verleitet. 
Aeshma ist auch bekannt dafür, mit seinem Verbündeten Astovidatu zum Himmel aufsteigende Seelen zu rauben, was ihn zum erklärten Feind des Seelenführers Sraosha macht. Diesem wird Aeshma aber im endgültigen Kampf mit dem Bösen unterliegen.